# Prêmio Naoki
O Prêmio Naoki, oficialmente o Prêmio Naoki Sanjugo (直木三十五賞, Naoki Sanjūgo Shō), é um prêmio literário japonês apresentado duas vezes ao ano. Foi criado em 1935 por Kikuchi Kan, o então editor da revista Bungeishunjū, e nomeado em memória ao romancista Naoki Sanjugo. O prêmio é patrocinado pela Sociedade para a Promoção da Literatura Japonesa, e serve como reconhecimento "da melhor obra da literatura popular em qualquer formato, por um autor novo, emergente ou já estabelecido (desde que razoavelmente jovem)". O vencedor recebe um relógio e um milhão de ienes.
Kikuchi fundou o Prêmio Naoki com o Prêmio Akutagawa, que tem como recipiente um autor novo ou emergente de ficção. Os dois prêmios são vistos como "dois lados da mesma moeda" e inseparáveis um do outro. Devido ao prestígio associado ao Prêmio Naoki, e à considerável atenção que o vencedor recebe da mídia, ele, juntamente com o Prêmio Akutagawa, é um dos prêmios de reconhecimento literário mais procurados do Japão.

## Vencedores
Bungeishunjū mantém o arquivo oficial dos vencedores passados do Prêmio Naoki.

### Primeiros cem
| 1935 | 1   | Matsutarō Kawaguchi              | Tsuruhachi Tsurujirō (鶴八鶴次郎) Fūryū Fukagawa Uta (風流深川唄) Meiji Ichidai Onna (明治一代女)           |
| 1935 | 2   | Uko Washio                       | Yoshinochō Taiheiki (吉野朝太平記)                                                                          |
| 1936 | 3   | Chōgorō Kaionji                  | Tenshō Onna Gassen (天正女合戦) Budō Denraiki (武道傳來記)                                                  |
| 1936 | 4   | Takatarō Kigi                    | Jinsei no Ahō (人生の阿呆)                                                                                  |
| 1937 | 5   | Nenhum prêmio concedido          | |
| 1937 | 6   | Masuji Ibuse                     | John Manjirō Hyōryūki (ジョン萬次郎漂流記)                                                                  |
| 1938 | 7   | Sotoo Tachibana                  | Narin-denka e no Kaisō (ナリン殿下への回想)                                                                 |
| 1938 | 8   | Tadao Ooike                      | Kabuto (兜首) Akitaguchi no Kyōdai (秋田口の兄弟)                                                           |
| 1939 | 9   | Nenhum prêmio concedido          | |
| 1939 | 10  | Nenhum prêmio concedido          | |
| 1940 | 11  | Chiyo Tsutsumi Sensuke Kawachi   | Koyubi (小指) Gunji Yuubin (軍事郵便)                                                                       |
| 1940 | 12  | Genzō Murakami                   | Kazusa Fudoki (上総風土記)                                                                                  |
| 1941 | 13  | Sōjū Kimura                      | Unnan Shubihei (雲南守備兵)                                                                                 |
| 1941 | 14  | Nenhum prêmio concedido          | |
| 1942 | 15  | Nenhum prêmio concedido          | |
| 1942 | 16  | Norio Taoka Takio Kanzaki        | Gōjō Ichigo (強情いちご) Kanyō (寛容)                                                                       |
| 1943 | 17  | Nenhum prêmio concedido          | (A obra Nihon Fudōki (日本婦道記) de Shūgorō Yamamoto foi escolhida, mas ele rejeitou o prêmio.)            |
| 1943 | 18  | Sōichi Mori                      | Yamahata (山畠) Ga to Sasabune (蛾と笹舟)                                                                   |
| 1944 | 19  | Seizō Okada                      | Nyū Giniya Sangakusen (ニューギニヤ山岳戦)                                                                  |
| 1944 | 20  | Nenhum prêmio concedido          | |
| 1949 | 21  | Tsuneo Tomita                    | Omote (面) Irezumi (刺青)                                                                                   |
| 1949 | 22  | Katsurō Yamada                   | Umi no Haien (海の廃園)                                                                                     |
| 1950 | 23  | Hidemi Kon Itoko Koyama          | Tennō no Bōshi (天皇の帽子) Shikkō Yūyo (執行猶予)                                                          |
| 1950 | 24  | Kazuo Dan                        | Chōgonka (長恨歌) >Shinsetsu Ishikawa Goemon (真説石川五右衛門)                                             |
| 1951 | 25  | Keita Genji                      | Eigoya-san (英語屋さん) Taifū-san (颱風さん) Gokurōsan (御苦労さん)                                         |
| 1951 | 26  | Juran Hisao Renzaburō Shibata    | Suzuki Mondo (鈴木主水) Iesu no Ei (イエスの裔)                                                             |
| 1952 | 27  | Shinji Fujiwara                  | Tsumina Onna (罪な女)                                                                                       |
| 1952 | 28  | Nobuyuki Tateno                  | Hanran (叛乱)                                                                                               |
| 1953 | 29  | Nenhum prêmio concedido          | |
| 1953 | 30  | Nenhum prêmio concedido          | |
| 1954 | 31  | Yorichika Arima                  | Shūshin Miketsushū (終身未決囚)                                                                             |
| 1954 | 32  | Haruo Umezaki Yukio Togawa       | Boroya no Shunjū (ボロ家の春秋) Takayasu Inu Monogatari (高安犬物語)                                        |
| 1955 | 33  | Nenhum prêmio concedido          | |
| 1955 | 34  | Jirō Nitta Eikan Kyū             | Gōrikiden (強力伝) Honkon (香港)                                                                            |
| 1956 | 35  | Norio Nanjō Kanichi Kon          | Tōdaiki (燈台鬼) Kabe no Hana (壁の花)                                                                      |
| 1956 | 36  | Tōkō Kon Miharu Hozumi           | Oginsama (お吟さま) Kachigarasu (勝烏)                                                                      |
| 1957 | 37  | Masanori Esaki                   | Ruson no Tanima (ルソンの谷間)                                                                              |
| 1957 | 38  | Nenhum prêmio concedido          | |
| 1958 | 39  | Toyoko Yamasaki Eiji Shinba      | Hana Noren (花のれん) Akai Yuki (赤い雪)                                                                    |
| 1958 | 40  | Saburō Shiroyama Kyō Takigawa    | Sōkaiya Kinjō (総会屋錦城) Ochiru (落ちる)                                                                  |
| 1959 | 41  | Kieko Watanabe Yumie Hiraiwa     | Mabechigawa (馬淵川) Taganeshi (鏨師)                                                                       |
| 1959 | 42  | Ryōtarō Shiba Yasuji Toita       | Fukurō no Shiro (梟の城) Danjūrō Seppuku Jiken (團十郎切腹事件)                                             |
| 1960 | 43  | Shōtarō Ikenami                  | Sakuran (錯乱)                                                                                              |
| 1960 | 44  | Daikichi Terauchi Jūgo Kuroiwa   | Hagure Nenbutsu (はぐれ念仏) Haitoku no Mesu (背徳のメス)                                                   |
| 1961 | 45  | Tsutomu Minakami                 | Gan no Tera (雁の寺)                                                                                        |
| 1961 | 46  | Keiichi Itō                      | Hotaru no Kawa (螢の河)                                                                                     |
| 1962 | 47  | Hisahide Sugimori                | Tensai to Kyōjin no Aida (天才と狂人の間)                                                                   |
| 1962 | 48  | Hitomi Yamaguchi Sonoko Sugimoto | Eburiman-shi no Yūgana Seikatsu (江分利満氏の優雅な生活) Koshū no Kishi (孤愁の岸)                          |
| 1963 | 49  | Tokuji Satō                      | Onna no Ikusa (女のいくさ)                                                                                  |
| 1963 | 50  | Tsuruo Andō Yoshie Wada          | Kōdan Honmokutei (巷談本牧亭) Chiri no Naka (塵の中)                                                        |
| 1964 | 51  | Nenhum prêmio concedido          | |
| 1964 | 52  | Michiko Nagai Atsuko Anzai       | Enkan (炎環) Chanshaoshu no Hanashi (張少子の話)                                                            |
| 1965 | 53  | Shigeo Fujii                     | Niji (虹)                                                                                                   |
| 1965 | 54  | Yūkichi Shinbashi Jihei Chiba    | Yaochō (八百長) Toriko Shū-ki (虜愁記)                                                                      |
| 1966 | 55  | Masaaki Tachihara                | Shiroi Keshi (白い罌粟)                                                                                     |
| 1966 | 56  | Hiroyuki Itsuki                  | Aozameta Uma wo Miyo (蒼ざめた馬を見よ)                                                                     |
| 1967 | 57  | Jirō Ikushima                    | Oitsumeru (追いつめる)                                                                                      |
| 1967 | 58  | Akiyuki Nosaka Tooru Miyoshi     | Amerika Hijiki (アメリカひじき) Hotaru no Haka (火垂るの墓) Hijiri Shōjo (聖少女)                           |
| 1968 | 59  | Nenhum prêmio concedido          | |
| 1968 | 60  | Shunshin Chin Mitsugu Saotome    | Seigyoku Shishi Kōro (青玉獅子香炉) Kyōjin no Ori (僑人の檻)                                                |
| 1969 | 61  | Aiko Satō                        | Tatakai Sunde Hi ga Kurete (戦いすんで日が暮れて)                                                           |
| 1969 | 62  | Nenhum prêmio concedido          | |
| 1970 | 63  | Junichi Watanabe Yūki Shōji      | Hikari to Kage (光と影) Gunki Hatameku Shita ni (軍旗はためく下に)                                          |
| 1970 | 64  | Jō Toyoda                        | Nagaragawa (長良川)                                                                                         |
| 1971 | 65  | Nenhum prêmio concedido          | |
| 1971 | 66  | Nenhum prêmio concedido          | |
| 1972 | 67  | Hisashi Inoue Kenjō Tsunabuchi   | Tegusari Shinjū (手鎖心中) Zan (斬)                                                                         |
| 1972 | 68  | Nenhum prêmio concedido          | |
| 1973 | 69  | Shuhei Fujisawa Hideo Osabe      | Ansatsu no Nenrin (暗殺の年輪) Tsugaru Yosare Bushi (津軽世去れ節) Tsugaru Jonkara Bushi (津軽じょんから節) |
| 1973 | 70  | Nenhum prêmio concedido          | |
| 1974 | 71  | Giichi Fujimoto                  | Oni no Uta (鬼の詩)                                                                                         |
| 1974 | 72  | Ryō Hanmura Magoroku Ide         | Ame Yadori (雨やどり) Atorasu Densetsu (アトラス伝説)                                                       |
| 1975 | 73  | Nenhum prêmio concedido          | |
| 1975 | 74  | Ryuzo Saki                       | Fukushū suru wa Ware ni ari (復讐するは我にあり)                                                            |
| 1976 | 75  | Nenhum prêmio concedido          | |
| 1976 | 76  | Kyōzō Miyoshi                    | Kosodate Gokko (子育てごっこ)                                                                               |
| 1977 | 77  | Nenhum prêmio concedido          | |
| 1977 | 78  | Nenhum prêmio concedido          | |
| 1978 | 79  | Yō Tsumoto Takehiro Irokawa      | Jinjū no Umi (深重の海) Rikon (離婚)                                                                        |
| 1978 | 80  | Tomiko Miyao Natsuo Ariake       | Ichigen no Koto (一絃の琴) Dai Naniwa Morobito Ourai (大浪花諸人往来)                                       |
| 1979 | 81  | Takashi Atōda Komimasa Tanaka    | Napoleon Crazy (ナポレオン狂, Naporeon Kyō) Rōkyoku-shi Asahimaru no Hanashi (浪曲師朝日丸の話)             |
| 1979 | 82  | Nenhum prêmio concedido          | |
| 1980 | 83  | Kuniko Mukōda Kageki Shimoda     | Hana no Namae (花の名前) Kiiroi Kiba (黄色い牙)                                                             |
| 1980 | 84  | Masanori Nakamura                | Genshu no Muhon (元首の謀叛)                                                                                |
| 1981 | 85  | Yukio Aoshima                    | Ningen Banji Saiō ga Hinoeuma (人間万事塞翁が丙午)                                                          |
| 1981 | 86  | Kôhei Tsuka Akira Mitsuoka       | Kamata Kōshinkyoku (蒲田行進曲) Kirai (機雷)                                                                |
| 1982 | 87  | Yūsuke Fukada Tomomi Muramatsu   | En'netsu Shōnin (炎熱商人) Jidai-ya no Nyōbō (時代屋の女房)                                                 |
| 1982 | 88  | Nenhum prêmio concedido          | |
| 1983 | 89  | Kōshi Kurumizawa                 | Kuropan Furyo-ki (黒パン俘虜記)                                                                             |
| 1983 | 90  | Takurō Kanki Osamu Takahashi     | Shiseikatsu (私生活) Hiden (秘伝)                                                                           |
| 1984 | 91  | Mikihiko Renjō Toshizō Nanba     | Koibumi (恋文) Tennojimura (てんのじ村)                                                                     |
| 1984 | 92  | Nenhum prêmio concedido          | |
| 1985 | 93  | Yōko Yamaguchi                   | Enka no Mushi (演歌の虫)                                                                                    |
| 1985 | 94  | Seigo Morita Mariko Hayashi      | Uogashi Monogatari (魚河岸ものがたり) Saishuu-bin ni Maniaeba (最終便に間に合えば)                          |
| 1986 | 95  | Hiroko Minagawa                  | Koi Kurenai (恋紅)                                                                                          |
| 1986 | 96  | Gō Ōsaka Shinpei Tokiwa          | Kadisu no Akai Hoshi (カディスの赤い星) Tooi Amerika (遠いアメリカ)                                         |
| 1987 | 97  | Amy Yamada Ichirō Shiraishi      | Sōru Myūjikku Rabāzu Onrī (ソウル・ミュージック・ラバーズ・オンリー) Kairōden (海狼伝)                      |
| 1987 | 98  | Makio Abe                        | Sorezore no Tsuigakushō (それぞれの終楽章)                                                                  |
| 1988 | 99  | Tamio Kageyama Masaaki Nishiki   | Tōi Umi kara Kita Coo (遠い海から来たCOO) Kooreru Hitomi (凍れる瞳)                                         |
| 1988 | 100 | Akiko Sugimoto Shizuko Tōdō      | Tōkyō Shin Ōhashi Uchūzu (東京新大橋雨中図) Urete Yuku Natsu (熟れてゆく夏)                                 |

## 101 até os dias de hoje
| 1989 | 101 | Nejime Shōichi Akira Sasakura        | Kōenji Junjō Shōtengai (高円寺純情商店街) Tooi Kuni kara no Satsujinsha (遠い国からの殺人者)                      |
| 1989 | 102 | Seiji Hashikawa Ryō Hara             | Kodenshō (小伝抄) Watashi ga Koroshita Shōjo (私が殺した少女)                                                     |
| 1990 | 103 | Tsumao Awasaka                       | Kage Kikyō (蔭桔梗)                                                                                               |
| 1990 | 104 | Kaoru Furukawa                       | Hyōhakusha no Aria (漂泊者のアリア)                                                                               |
| 1991 | 105 | Masamitsu Miyagitani Sunao Ashihara  | Kaki Shunjyū (夏姫春秋) Seishun Dendekedekedeke (青春デンデケデケデケ)                                            |
| 1991 | 106 | Yoshio Takahashi Katsuhiko Takahashi | Ōkami Bugyō (狼奉行) Akai Kioku (緋い記憶)                                                                        |
| 1992 | 107 | Shizuka Ijūin                        | Uke Tsuki (受け月)                                                                                                |
| 1992 | 108 | Tatsurō Dekune                       | Tsukudashima Futari Shobō (佃島ふたり書房)                                                                        |
| 1993 | 109 | Kaoru Takamura Aiko Kitahara         | Marks no Yama (マークスの山, Mākusu no Yama, lit. Marks' Mountain) Koi Wasuregusa (恋忘れ草)                      |
| 1993 | 110 | Arimasa Osawa Masayoshi Satō         | Shinjuku Zame – Mugen Ningyō (新宿鮫 無間人形) Ebisu-ya Kihei Tebikae (恵比寿屋喜兵衛手控え)                      |
| 1994 | 111 | Akihiko Nakamura Yasuhisa Ebisawa    | Futatsu no Sanga (二つの山河) Kikyō (帰郷)                                                                        |
| 1994 | 112 | Nenhum prêmio concedido              | |
| 1995 | 113 | Shun Akasegawa                       | Hakkyū Zan'ei (白球残映)                                                                                          |
| 1995 | 114 | Mariko Koike Iori Fujiwara           | Koi (恋) Terorisuto no Parasoru (テロリストのパラソル)                                                            |
| 1996 | 115 | Asa Nonami                           | The Hunter (凍える牙, Kogoeru Kiba, lit. Freezing Fang)                                                           |
| 1996 | 116 | Masako Bandō                         | Yamahaha (山妣)                                                                                                   |
| 1997 | 117 | Setsuko Shinoda Jirō Asada           | Onnatachi no Jihaado (女たちのジハード) The Stationmaster and other stories (鉄道員, Poppoya)                     |
| 1997 | 118 | Nenhum prêmio concedido              | |
| 1998 | 119 | Chōkitsu Kurumatani                  | Akame Shijūya-taki Shinjū Misui (赤目四十八瀧心中未遂)                                                            |
| 1998 | 120 | Miyuki Miyabe                        | Riyū (理由) |
| 1999 | 121 | Kenichi Satō Natsuo Kirino           | Ōhi no Rikon (王妃の離婚) Yawaraka na Hoho (柔らかな頬)                                                           |
| 1999 | 122 | Rei Nakanishi                        | Nagasaki Burabura Bushi (長崎ぶらぶら節)                                                                          |
| 2000 | 123 | Yoichi Funado Kazuki Kaneshiro       | Niji no Tani no Gogatsu (虹の谷の五月) GO                                                                         |
| 2000 | 124 | Kiyoshi Shigematsu Fumio Yamamoto    | Bitamin F (ビタミンF) Puranaria (プラナリア)                                                                      |
| 2001 | 125 | Yoshinaga Fujita                     | Ai no Ryōbun (愛の領分)                                                                                           |
| 2001 | 126 | Ichiriki Yamamoto Kei Yuikawa        | Akanezora (あかね空) Katagoshi no Koibito (肩ごしの恋人)                                                          |
| 2002 | 127 | Yuzaburō Otokawa                     | Ikiru (生きる) |
| 2002 | 128 | Nenhum prêmio concedido              | |
| 2003 | 129 | Ira Ishida Yuka Murayama             | 4-Teen (4TEEN フォーティーン, Fōtīn) Hoshiboshi no Fune (星々の舟)                                                |
| 2003 | 130 | Kaori Ekuni Natsuhiko Kyogoku        | Gokyu suru Junbi wa Dekiteita (号泣する準備はできていた) Nochino Kōsetsu Hyaku Monogatari (後巷説百物語)          |
| 2004 | 131 | Hideo Okuda Tatsuya Kumagai          | Kūchū Buranko (空中ブランコ) Kaikō no Mori (邂逅の森)                                                             |
| 2004 | 132 | Mitsuyo Kakuta                       | Taigan no Kanojo (対岸の彼女)                                                                                     |
| 2005 | 133 | Minato Shukawa                       | Hana Manma (花まんま)                                                                                             |
| 2005 | 134 | Keigo Higashino                      | The Devotion of Suspect X (容疑者Xの献身, Yōgisha X no Kenshin)                                                   |
| 2006 | 135 | Shion Miura Eto Mori                 | Mahoro Ekimae Tada Benri-ken (まほろ駅前多田便利軒) Kaze ni Maiagaru Binīru Shīto (風に舞いあがるビニールシート)  |
| 2006 | 136 | Nenhum prêmio concedido              | |
| 2007 | 137 | Kesako Matsui                        | Yoshiwara Tebikigusa (吉原手引草)                                                                                 |
| 2007 | 138 | Kazuki Sakuraba                      | Watashi no Otoko (私の男)                                                                                         |
| 2008 | 139 | Areno Inoue                          | Kiriha e (切羽へ)                                                                                                 |
| 2008 | 140 | Arata Tendo Ken'ichi Yamamoto        | Itamu Hito (悼む人) Rikyū ni Tazune yo (利休にたずねよ)                                                           |
| 2009 | 141 | Kaoru Kitamura                       | Sagi to Yuki (鷺と雪)                                                                                             |
| 2009 | 142 | Jō Sasaki Kazufumi Shiraishi         | Haikyo ni Kō (廃墟に乞う) Hokanaranu Hito e (ほかならぬ人へ)                                                      |
| 2010 | 143 | Kyōko Nakajima                       | Chiisai O'uchi (小さいおうち)                                                                                     |
| 2010 | 144 | Nobori Kiuchi Shūsuke Michio         | Hyōsa no Utau (漂砂のうたう) Tsuki to Kani (月と蟹)                                                               |
| 2011 | 145 | Jun Ikeido                           | Shitamachi Rocket (下町ロケット, Shitamachi Roketto)                                                              |
| 2011 | 146 | Rin Hamuro                           | Higurashi no Ki (蜩ノ記)                                                                                          |
| 2012 | 147 | Mizuki Tsujimura                     | Kagi no nai Yume wo Miru (鍵のない夢を見る)                                                                       |
| 2012 | 148 | Asai Ryo Abe Ryutaro                 | Nanimono (何者) Tohaku (等伯)                                                                                     |
| 2013 | 149 | Shino Sakuragi                       | Hotel Royal (ホテルローヤル, lit. Hotel Royal)                                                                    |
| 2013 | 150 | Makate Asai Kaoruko Himeno           | 恋歌 昭和の犬 |
| 2014 | 151 | Hiroyuki Kurokawa                    | 破門 |
| 2014 | 152 | Kanako Nishi                         | サラバ! |
| 2015 | 153 | Akira Higashiyama                    | Ryu (流) |
| 2015 | 154 | Bunpei Aoyama                        | Tsuma wo Metorava (つまをめとらば)                                                                                |
| 2016 | 155 | Hiroshi Ogiwara                      | Umi no Mieru Rihatsuten (海の見える理髪店)                                                                        |
| 2016 | 156 | Riku Onda                            | Hachimitsu to Enrai (蜂蜜と遠雷)                                                                                  |
| 2017 | 157 | Shogo Sato                           | Tsuki no Michikake (月の満ち欠け)                                                                                 |
| 2017 | 158 | Yoshinobu Kadoi                      | Gingatetsudo no Chichi (銀河鉄道の父)                                                                             |
| 2018 | 159 | Rio Shimamoto                        | Fāsuto Rabu |
| 2018 | 160 | Junjō Shindō                         | 宝島 (Takarajima)                                                                                                 |
| 2019 | 161 | Masumi Oshima                        | Uzu Imoseyama Onna Teikin Tamamusubi (Whirlpool, Husband and Wife Mountains: A Mirror of Virtuous Women, Requiem) |
| 2019 | 162 | Soichi Kawagoe                       | Netsu Gen (熱源, Heat Source)                                                                                     |

## Membros atuais do comitê de seleção
(A partir de 2014)
- Jirō Asada
- Mariko Hayashi (ja)
- Keigo Higashino
- Shizuka Ijūin (ja)
- Natsuo Kirino
- Kenzo Kitakata
- Miyuki Miyabe
- Masamitsu Miyagitani (ja)
- Kaoru Takamura (ja)